# 요시프 드르미치
요시프 드르미치(크로아티아어: Josip Drmić, 1992년 8월 8일 ~ )는 스위스의 축구 선수로 프르바 HNL의 디나모 자그레브와 스위스 축구 국가대표팀에서 스트라이커로 뛰고 있다.

## 클럽 경력

### 바이어 04 레버쿠젠
2014년 5월 12일 바이어 04 레버쿠젠과 5년 계약을 맺었으며 이적료는 밝혀지지 않았다.